# 特烏雷尼鄉
46°35′N 24°06′E / 46.583°N 24.100°E
特烏雷尼鄉（羅馬尼亞語：Comuna Tăureni, Mureș），是羅馬尼亞的鄉份，位於該國中部，由穆列什縣負責管轄，面積21平方公里，海拔高度305米，2007年人口1,017，人口密度每平方公里49人。